# Џон Милијус
Џон Милијус (енгл. John Milius; IPA:, право име Џон Фредерик Милијус 11. априла 1944. у Сент Луису, Мисури, САД) је амерички филмски редитељ, сценариста и продуцент.

## Филмографија (као редитељ)
- Дилинџер - (Dillinger) (1973)
- Ветар и лав - (The Wind and the Lion) (1975)
- Дан великих таласа - (Big Wednesday) (1978)
- Конан варварин - (Conan the Barbarian) (1982)
- Црвена зора - (Red Dawn) (1984)
- Збогом краљу - (Farewell to the King) (1989)
- Лет уљеза - (Flight of the Intruder) (1991)